# Gedi & Sons Football Club
Il Gedi & Sons Football Club è una società calcistica liberiana con sede nella città di Monrovia, in Liberia.
Milita nella Liberian Premier League, la massima divisione del campionato liberiano di calcio.

## Stadio
Il club gioca le gare casalinghe all'Antoinette Tubman Stadium, che ha una capacità di 10 000 posti a sedere.